# Sylvie Gautrelet
Sylvie Léone Lucienne Gautrelet (* 29. August 1950 in Paris) ist eine französische Kostümbildnerin.

## Leben
Sylvie Gautrelet begann Ende der 1970er Jahre als Kostümbildnerin beim Film zu arbeiten. Eines ihrer ersten Projekte war Catherine Breillats freizügiges Filmdrama Tapage nocturne (1979). 1983 entwarf sie die Kostüme für Philippe de Brocas Abenteuerfilm Der Buschpilot mit Catherine Deneuve und Philippe Noiret in den Hauptrollen. Noch im selben Jahr kam sie bei Am Rande der Nacht erstmals unter der Regie von Filmemacher Claude Berri zum Einsatz. Berri, mit dem sich eine Liebesbeziehung entwickelte und mit dem sie von 1994 bis 2003 verheiratet war, kam über die Jahre immer wieder auf Gautrelet als Kostümbildnerin zurück, unter anderem für seine Filme Jean Florette (1986) mit Yves Montand und Gérard Depardieu, Manons Rache (1986) mit Montand und Emmanuelle Béart sowie für das Mitte des 19. Jahrhunderts spielende Filmdrama Germinal, für das Gautrelet 1994 zusammen mit Moidele Bickel und Caroline de Vivaise den César in der Kategorie Beste Kostüme erhielt.
Auch für die auf Filmkomödien spezialisierten Regisseure Francis Veber (Die Flüchtigen, 1986) und Claude Zidi (Asterix und Obelix gegen Caesar, 1999) war Gautrelet als Kostümbildnerin tätig. Für seinen vorletzten Film, Zusammen ist man weniger allein mit Audrey Tautou in der Hauptrolle, betraute Berri, der 2009 verstarb, Gautrelet ein weiteres Mal mit dem Kostümdesign. Aus der Verbindung mit Berri ging der gemeinsame, bereits 1986 geborene Sohn Darius Langmann hervor.

## Filmografie (Auswahl)
- 1979: Tapage nocturne
- 1983: Der Buschpilot (L’Africain)
- 1983: Am Rande der Nacht (Tchao pantin)
- 1984: Der Leibwächter (Le Garde du corps)
- 1985: Les Enragés
- 1986: Jean Florette (Jean de Florette)
- 1986: Manons Rache (Manon des sources)
- 1986: Die Flüchtigen (Les Fugitifs)
- 1993: Germinal
- 1994: Trennung (La Séparation)
- 1996: Walk the Walk
- 1997: Didier
- 1997: Lucie Aubrac
- 1999: Asterix und Obelix gegen Caesar (Astérix et Obélix contre César)
- 2005: Les Enfants
- 2007: Zusammen ist man weniger allein (Ensemble, c’est tout)
- 2011: La Brindille

## Auszeichnungen
- 1994: César in der Kategorie Beste Kostüme zusammen mit Moidele Bickel und Caroline de Vivaise für Germinal